# Les Costes (els Masos de Tamúrcia)
Les Costes és una costa de muntanya a cavall dels termes municipals de Tremp, al Pallars Jussà, en el territori de l'antic terme ribagorçà d'Espluga de Serra, i Sopeira, de l'Alta Ribagorça d'administració aragonesa.
Estan situades al nord-oest dels Masos de Tamúrcia, a la riba esquerra de la Noguera Ribagorçana. Es tracta del vessant sud-occidental del Serrat de la Collada, al nord del Pla d'Aragó.